# J. A. Ratcliffe
Pour les articles homonymes, voir Ratcliffe.
John Ashworth Ratcliffe (12 décembre 1902 - 25 octobre 1987), est un physicien britannique spécialiste de l'étude de l'ionosphère.

## Carrière
Son équipe de l'Université de Cambridge (dont fait partie le physicien Franck Farmer) étudie l'ionosphère dès avant la seconde guerre mondiale. Pendant le conflit, il travaille, comme d'autres spécialistes des ondes radio tels   Martin Ryle, Bernard Lovell, Francis Graham Smith et Antony Hewish, au TRE, un centre d'études sur le radar. Au sortir de la guerre, il dirige le laboratoire Cavendish de l'Université de Cambridge, où Ryle et Hewish l'ont rejoint.
En 1953, il est invité à donner une conférence à la Royal Institution Christmas Lecture (en) sur l'utilisation des ondes radio.
En 1954, devant la Physical Society (dont il sera le dernier président, de 1958 à 1960, avant la fusion avec l'Institute of Physics), il intitulera sa conférence La physique de l'ionosphère, actant ainsi la naissance d'une nouvelle discipline: la physique ionosphérique.
De 1960 à 1966, il dirige la station de recherche "Radio et espace" de Slough.

Il présidera l' Institution of Electrical Engineers (en) , de 1966 à 1967.

Il reçoit la Médaille d'Or de la Royal Astronomical Society en 1976.

## Titres honorifiques
- 1951 : Membre de la  Royal Society[4]
- 1959 : Officier de l'Ordre de l'Empire britannique[5]
- 1965 : Compagnon de l'Ordre du bain[6]